# Camponotus severini
Camponotus severini är en myrart som beskrevs av Auguste-Henri Forel 1909. Camponotus severini ingår i släktet hästmyror, och familjen myror. Inga underarter finns listade.